# Aramby Emizh
Aramby Emizh, född den 9 februari 1953 i Assokolaj, Sovjetunionen, är en sovjetisk judoutövare.
Han tog OS-brons i herrarnas extra lättvikt i samband med de olympiska judotävlingarna 1980 i Moskva.